# 南立新
南立新，北京人，《创业邦》杂志创始人，CEO兼出版人。湖南大学本科毕业，拥有清华大学-麻省理工学院国际工商管理硕士（IMBA）学位。曾供职于《中国经济导报》、ChinaVest中国创业投资有限公司。
南立新于2001年4月加入清科集团，任董事总经理，负责投资银行业务。她于2007年1月成立《创业邦》杂志，由美国国际数据集团（IDG）和清科集团共同投资。